# 沼久保駅
沼久保駅（ぬまくぼえき）は、静岡県富士宮市沼久保にある、東海旅客鉄道（JR東海）身延線の駅である。
天候が良いと、ホームからは富士山が良く見える。

## 歴史
- 1929年（昭和4年）3月1日：富士身延鉄道の沼久保停留場として開設[1][2]。
- 1938年（昭和13年）10月1日：富士身延鉄道を鉄道省が借上げ[1][2]。同時に沼久保駅に昇格[2]。
- 1941年（昭和16年）5月1日：国有化され国鉄身延線の駅となる[1]。
- 1987年（昭和62年）4月1日：国鉄分割民営化に伴い、JR東海が継承[1][2]。

## 駅構造
単式ホーム1面1線を有する地上駅。線路はほぼ南北に走りホームはその西側に設けられている。富士宮駅管理の無人駅で、駅舎は無くホーム上に木造待合所があるのみ。ホーム芝川方端は階段を通って外に出る。

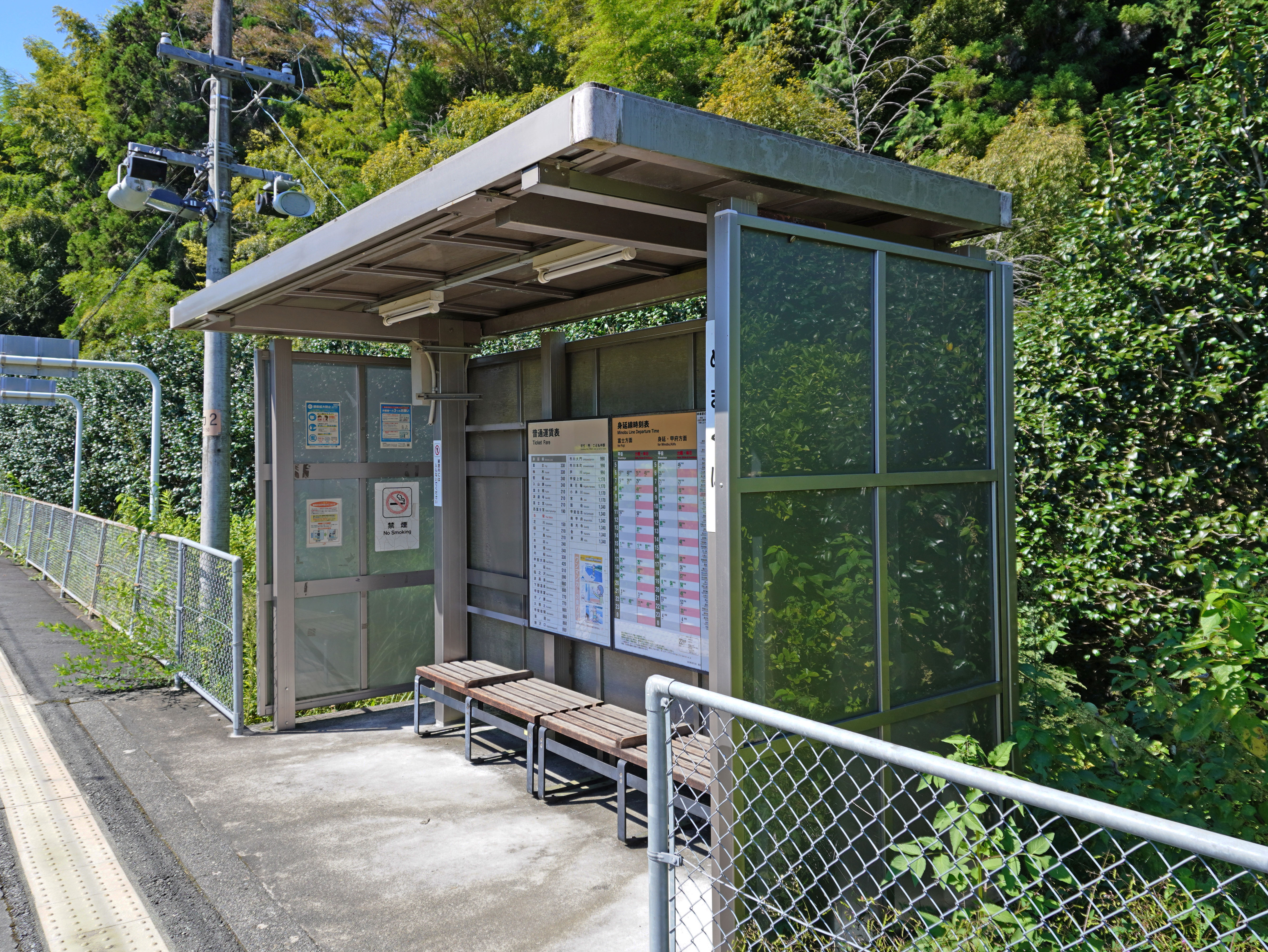
待合所（2022年9月）
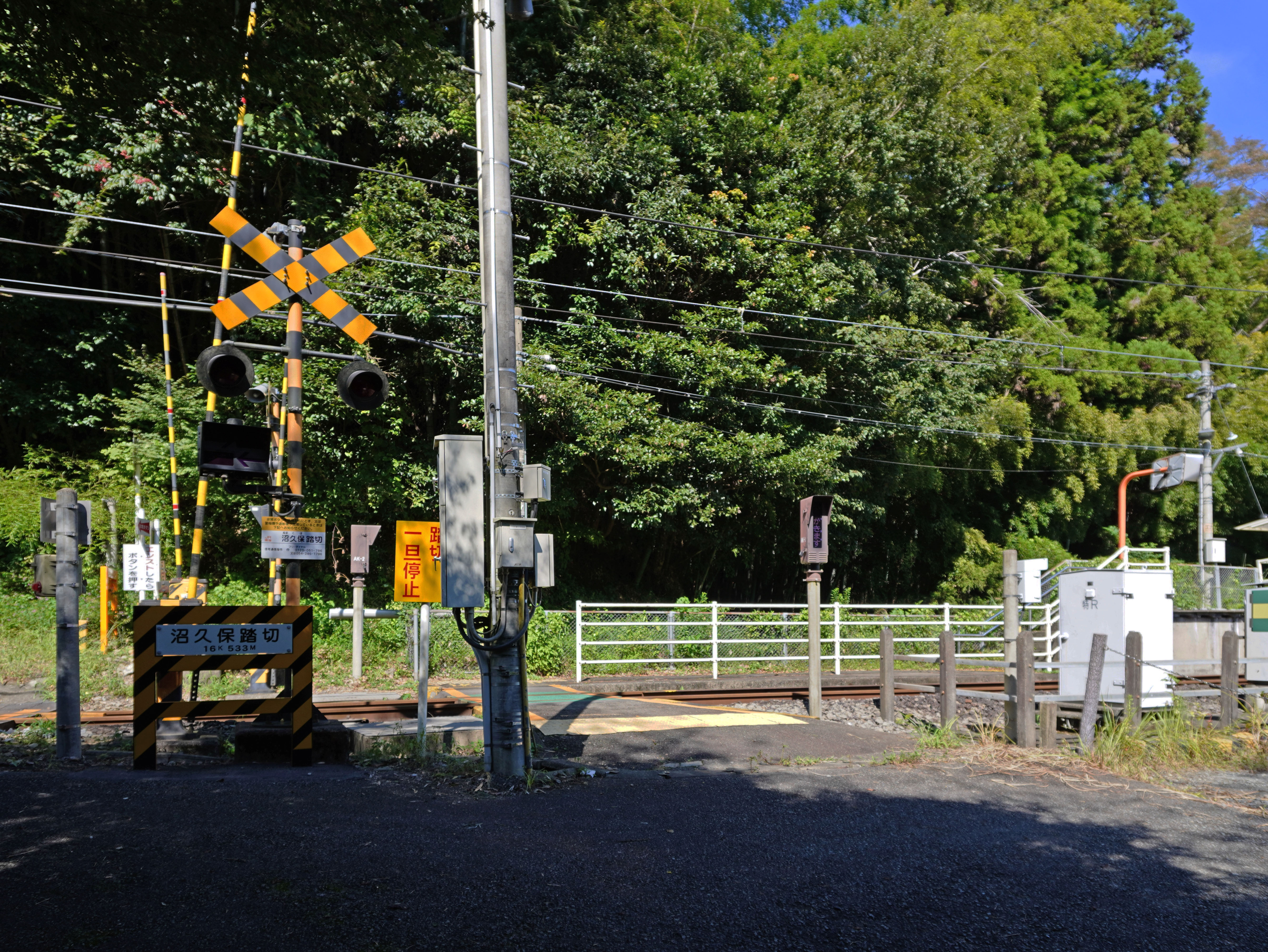
沼久保踏切（2022年9月）

## 利用状況
「静岡県統計年鑑」によると、2021年度（令和3年度）の1日平均乗車人員は6人である。身延線の静岡県内にある駅では最も少ない。
1993年度（平成5年度）以降の推移は以下の通り。なお、2001年度（平成13年度）- 2009年度（平成21年度）の統計は非公表である。
| 乗車人員推移       | 乗車人員推移     | 乗車人員推移 |
| 年度               | 1日平均 乗車人員 | 出典         |
| ------------------ | ---------------- | ------------ |
| 1993年（平成05年） | 44               | [ 4 ]        |
| 1994年（平成06年） | 34               | [ 4 ]        |
| 1995年（平成07年） | 36               | [ 4 ]        |
| 1996年（平成08年） | 33               | [ 4 ]        |
| 1997年（平成09年） | 34               | [ 4 ]        |
| 1998年（平成10年） | 35               | [ 4 ]        |
| 1999年（平成11年） | 35               | [ 4 ]        |
| 2000年（平成12年） | 28               | [ 4 ]        |
| 2001年（平成13年） | 非公表           | [ 4 ]        |
| 2002年（平成14年） | 非公表           | [ 4 ]        |
| 2003年（平成15年） | 非公表           | [ 4 ]        |
| 2004年（平成16年） | 非公表           | [ 4 ]        |
| 2005年（平成17年） | 非公表           | [ 4 ]        |
| 2006年（平成18年） | 非公表           | [ 4 ]        |
| 2007年（平成19年） | 非公表           | [ 4 ]        |
| 2008年（平成20年） | 非公表           | [ 4 ]        |
| 2009年（平成21年） | 非公表           | [ 4 ]        |
| 2010年（平成22年） | 13               | [ 4 ]        |
| 2011年（平成23年） | 12               | [ 4 ]        |
| 2012年（平成24年） | 15               | [ 4 ]        |
| 2013年（平成25年） | 13               | [ 4 ]        |
| 2014年（平成26年） | 11               | [ 4 ]        |
| 2015年（平成27年） | 8                | [ 4 ]        |
| 2016年（平成28年） | 6                | [ 4 ]        |
| 2017年（平成29年） | 6                | [ 4 ]        |
| 2018年（平成30年） | 8                | [ 4 ]        |
| 2019年（令和元年） | 6                | [ 4 ]        |
| 2020年（令和02年） | 5                | [ 4 ]        |
| 2021年（令和03年） | 6                | [ 4 ]        |

## 駅周辺
県道と身延線の線路は集落よりも高い位置を走っており、沼久保駅は高い築堤の上に設けられている。築堤の斜面や駅前にはJR東海の職員によって椿の木が植えられ、「沼久保椿寿園」と名付けられている。
駅のホームを出ると道が二つに分かれ、右の道は舗装されていない山道で、左へ行くと沼久保踏切で線路を渡って県道25号に出ることが出来る。近隣の集落へは県道に出る直前で左側に分かれる小さな道を下り、地下道で県道をくぐると出ることが出来る。
駅の南東1キロメートル程の場所に流れている富士川には蓬莱橋がかかっている。川を渡った対岸は富士市となっている。

### 景観

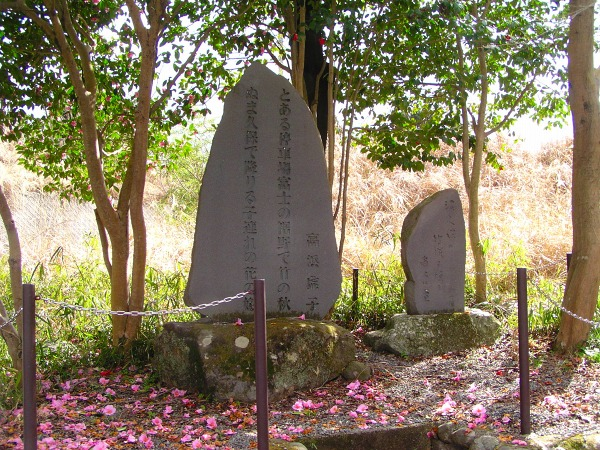
駅前の歌碑

当駅からは富士山が良く見える。高浜虚子が当駅に降りた際、美しい富士山を見て
という歌を詠んだことから、駅前にはその二つの歌の歌碑が建てられている。その二つの歌碑のほかには、高浜虚子の弟子で国鉄下部駅で駅長を務めていた堤俳一佳の
という歌の歌碑も建てられている。また旅行作家の宮脇俊三は、西富士宮駅から当駅間の車窓を「車窓の富士でいちばんよい」と記している。

### バス路線
県道沿いに宮バスの「沼久保」停留所がある。
| 運行事業者 | 系統・行先                | 備考                     |
| ---------- | ------------------------- | ------------------------ |
| 信興バス   | 宮13：富士宮駅 / 芝川会館 | 日祝日と年末年始は運休。 |

## 隣の駅
東海旅客鉄道（JR東海）
CC 身延線
西富士宮駅 (CC07) - 沼久保駅 - 芝川駅